# Will Sergeant
Will Sergeant (nacido el 12 de abril de 1958 en Melling, cerca de Liverpool) es un guitarrista británico, conocido por ser miembro de la banda post-punk Echo & the Bunnymen.

## Carrera
Como artista en solitario, Sergeant se enfocó en el minimalismo, publicando música enteramente instrumental. En 1978 se autofinanció y grabó su álbum debut Weird As Fish haciendo siete copias, aunque el disco se lanzó de forma oficial 25 años después. Al principio de los tiempos de Echo & the Bunnymen, Sergeant grabó La Vie Luonge, una banda sonora pensada para un documental sobre la banda del mismo título. En 1982 publicó Themes for Grind, mientras todavía pertenecía a Echo & the Bunnymen, llegando al puesto número seis de la lista indie del Reino Unido.
Sergeant siguió tocando con The Bunnymen incluso después de la marcha de Ian McCulloch en 1988, contratando a Noel Burke para cantar en el disco Reverberation de 1990, antes de disolver definitivamnete la banda. En 1994, Sergeant y McCulloch se reunieron para formar Electrafixion que salió de gira y publicó un único disco, Burned, en 1995. Después de publicar varios sencillos y seguir realizando conciertos, la banda comenzó a tocar muchas de las viejas canciones de Echo & the Bunnymen en sus conciertos, dando como resultado la reagrupación de la formación en 1997.
Sergeant también retomó su carrera en solitario en 1997, con el alias de Glide, produciendo música experimental, ambient e instrumentales psicodélicos basados en teclados y sonidos electrónicos. Ese año, lanzó el disco en directo Space Age Freak Out, seguido del también álbum en directo, Performance en el año 2000. A comienzos de los años 2000, Glide a menudo hacía de telonero de Echo & the Bunnymen en sus conciertos. Glide publicó Curvature of the Earth en 2004.

## Discografía

### Echo & the Bunnymen
- (1980) Crocodiles
- (1981) Heaven Up Here
- (1983) Porcupine
- (1984) Ocean Rain
- (1987) Echo & the Bunnymen
- (1990) Reverberation
- (1997) Evergreen
- (1999) What are You Going to Do with Your Life?
- (2001) Flowers
- (2005) Siberia
- (2009) The Fountain
- (2014) Meteorites

### Electrafixion
- (1995) Burned

### Glide
- (1997) Space Age Freak Out
- (2000) Performance
- (2004) Curvature of the Earth

### Solitario
- (1978) Weird as Fish
- (1983) Themes for Grind
- (2003) Weird As Fish/Le Via Luonge